# 超次元大海戰
《超次元大海戰》為中國江蘇甲子網路科技於2018年研發的艦娘主題手機遊戲。本遊戲於2017年開始開發，歷經2018年中國大陸遊戲版號凍結後，正式於2019年1月22獲得遊戲版號，並規劃在同年3月進行最終上線前測試。
本遊戲在2019年2月28日起，搶先於日本實施事前登錄，原定2019年4月26日在日本正式上市，但在4月24日宣布因故延後，6月14日上市。中國伺服器將於2019年5月16日正式上市。
另外除了預定發行簡體中文版、日文版以外，本遊戲曾規劃發行國際英文版、港澳台繁體中文版，後來已無下文；由4:33 Creative Lab韓文版官網和官方推特已於2020年上線。

## 簡介與特色
玩家除了在本遊戲以六艘編隊操作各式各樣的艦艇，以SRPG的方式與敵艦交戰外，也結合了卡牌蒐集、基地建造等特色，一邊攻城掠地、一邊厚植實力，壯大玩家的海上戰力與聲勢。
另外，玩家也可以將戰鬥過程中所蒐集到的各項道具和武器，進行高度自由化的艦艇改裝，配備強大火力和頂尖科技殲滅敵艦。

## 故事大綱
本遊戲設定在一個大型災難肆虐過後的世界，人類為求生存，藉由結合人工智慧和機器人技術產生出人形戰艦；但其中部分人形戰艦的人工智慧開始失控，對著創造他們的人類展開反撲……

因此倖存的人類為喚醒了一群稱作「守護者」、仍忠誠於人類的的人形戰艦，挺身保衛人類的世界免受機器人的威脅……

## 外部連結
- 中文版官網 （簡體中文）
- 官方微博 （簡體中文）
- 日文版官網 （日語）
- 日文官方推特 （页面存档备份，存于） （日語）
- 日文官方開發部落格 （页面存档备份，存于） （日語）
- 韓文版官網 （页面存档备份，存于） 
- 韓文官方推特 （页面存档备份，存于） 